# 니콜라스 레바서
니콜라스 J. 레바서(영어: Nickolas J. Levasseur)는 2006년부터 2014년까지 힐즈버러 11구 지역구의 민주당 소속 전 뉴햄프셔 주 하원의원이다.
2010년 자신의 페이스북 페이지에 " 일본 애니메이션은 핵무기 두개로는 부족했다는 것을 보여주는 대표적인 예다"라는 내용의 글을 쓴 후 비판을 받았으며, 이후 글에 대해 사과했다.
레바서는 2018년 뉴햄프셔주 하원의원 선거에서 힐스버러 16구 후보로 출마했으나, 16.7%의 득표율로 후보 경선에서 패배했다.